# All the Brothers Were Valiant (film 1923)
All the Brothers Were Valiant è un film muto del 1923 diretto da Irvin Willat. La sceneggiatura si basa sul romanzo All the Brothers Were Valiant di Ben Ames Williams pubblicato a New York nel 1919. La MGM produsse due altri adattamenti dal romanzo: nel 1928, Across to Singapore (in Italia, Amore e mare) con Ramón Novarro e Joan Crawford; nel 1953, un altro All the Brothers Were Valiant con Robert Taylor, Stewart Granger e Ann Blyth, uscito in Italia con il titolo I fratelli senza paura.

## Trama
Joel Shore diventa capitano della goletta che in precedenza era stata comandata da suo fratello Mark, disperso in mare. Accompagnato dalla moglie Priscilla, che sospetta che lui sia un vigliacco, Joel salpa per andare a caccia di balene. Inaspettatamente, riappare Mark, che non era morto: racconta di un tesoro nascosto e incita l'equipaggio all'ammutinamento, mentre Joel rifiuta di cambiare rotta alla nave per andare a recuperare il tesoro. Mark cade fuori bordo e il fratello cerca di salvarlo senza riuscirci. Il suo comportamento coraggioso cambia l'idea che Priscilla aveva del marito.

## Produzione
Il film fu prodotto dalla Metro Pictures Corporation.
Venne girato a San Francisco

## Distribuzione
Distribuito dalla Metro Pictures Corporation, il film uscì nelle sale cinematografiche USA il 15 gennaio 1923.